# Klimkovice
Klimkovice (deutsch Königsberg in Schlesien) ist eine Stadt im Moravskoslezský kraj (Mährisch-Schlesische Region) in Tschechien.

## Geographische Lage
Die Stadt liegt in Mähren südwestlich  der Stadt Ostrava (Ostrau) in der Nähe der historischen Grenze zu Schlesien.

## Geschichte

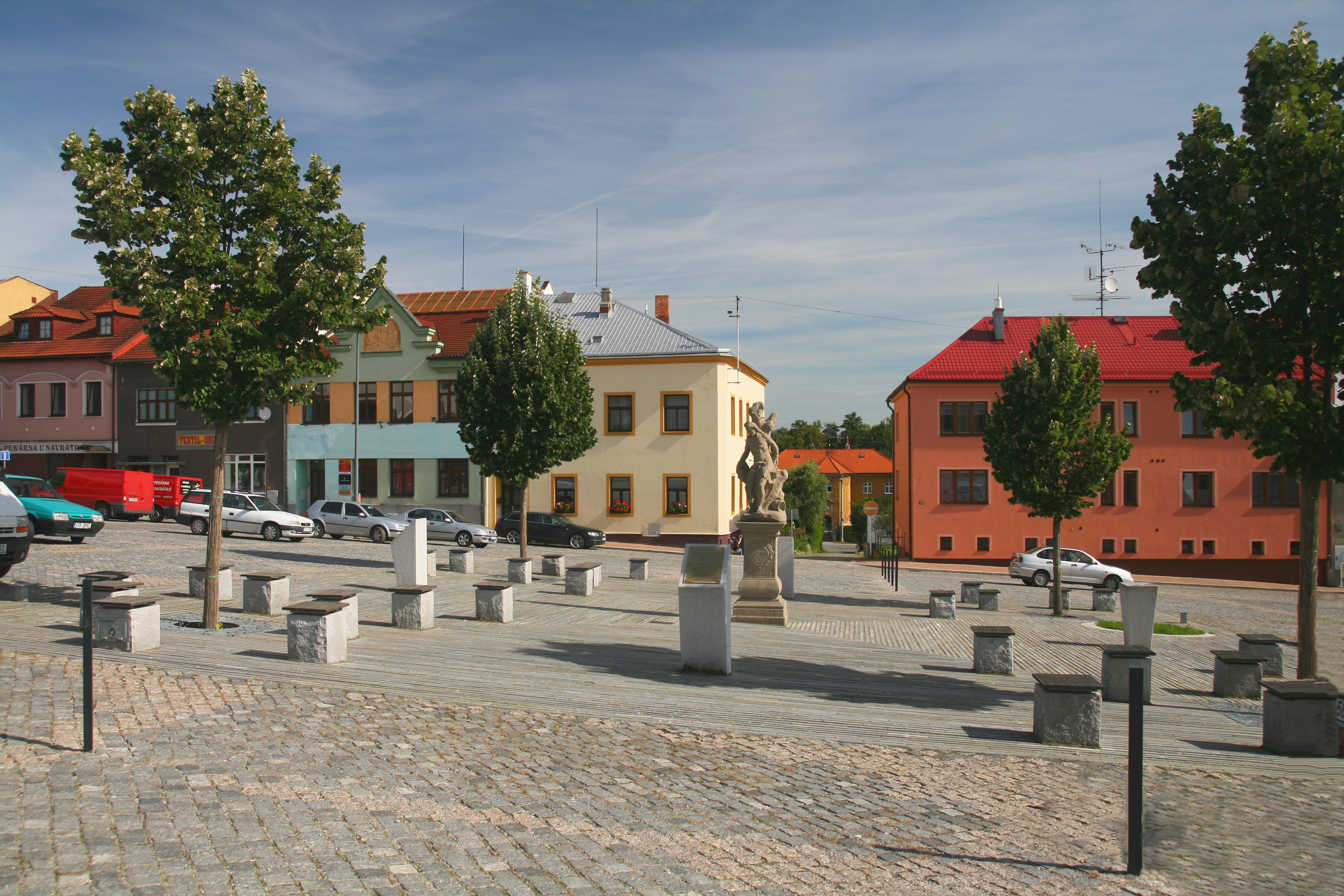
Platz im Stadtzentrum

Die Stadt wurde wahrscheinlich in der 2. Hälfte des 13. Jahrhunderts durch Ottokar II. Přemysl gegründet. Das 1416 erstmals urkundlich nachweisbare Königsberg war eine königliche Stadt auf dem Gebiet des Herzogtums Troppau. 1578 ließ der Landeshauptmann Andreas Bzenec von Markwartowitz die alte Feste zum Renaissanceschloss umbauen. 1650 wurden die Grafen Wilczek Besitzer der Herrschaft. Außer der Fideikommiss-Herrschaft Königsberg besaß die Familie die Güter Poruba, Groß Pohlom, Polnisch-Ostrau und Hrudscha. Bis 1918 gehörte der Ort zu Österreichisch-Schlesien. 
Die zum politischen Bezirk Wagstadt gehörige Stadt war Sitz eines Bezirksgerichts. Königsberg war ein Handwerkerstädtchen, in dem die Schuhmacherei und Weberei dominierten.  Am 1. Dezember 1930 hatte die Stadt Königsberg 3240 Einwohner, von denen 229 Deutsche waren. Sie war vor 1945 als einzige Stadt des Troppauer Schlesiens überwiegend tschechisch besiedelt. Die slawischstämmigen Bewohner der Gegend sprechen Lechisch. Nach den Münchner Abkommen 1938 wurde Königsberg als Teil des Landkreises Wagstadt, Regierungsbezirk Troppau, im Reichsgau Sudetenland dem Deutschen Reich angegliedert. 
Am 17. Mai 1939 hatte die Stadt 2918 Bewohner. Zum Ende des Zweiten Weltkrieges wurden bei Kampfhandlungen Teile der Stadt zerstört. Nach Kriegsende erfolgte die Enteignung der Grafen Wilczek sowie 1946 die Vertreibung der deutschsprachigen Bevölkerungsgruppe. Am 22. Mai 1947 hatte die Stadt bereits wieder 2710 Bewohner. 2003 hatte Klimkovice 3779 Einwohner. Zum 1. Januar 2007 erfolgte die Umgliederung vom Okres Nový Jičín in den Okres Ostrava-město.

### Demographie
| Jahr | Einwohner | Anmerkungen                                                                             |
| ---- | --------- | --------------------------------------------------------------------------------------- |
| 1900 | 2.381     | meist tschechische Einwohner                                                            |
| 1910 | 2.696     | davon 2.667 ständige Einwohner, vorwiegend Katholiken, 2.442 Tschechen und 227 Deutsche |
| 1930 | 3.240     | [ 4 ]                                                                                   |
| 1939 | 2.913     | [ 4 ]                                                                                   |

## Ortsgliederung
Die Stadt Klimkovice besteht aus den Ortsteilen Hýlov (Hillau), Josefovice (Josefsdorf), Klimkovice (Königsberg) und Václavovice (Wenzelsdorf) sowie den Ortslagen Fonovice (Vonsdorf) und Mexiko (Mexiko II).
Ortsansichten

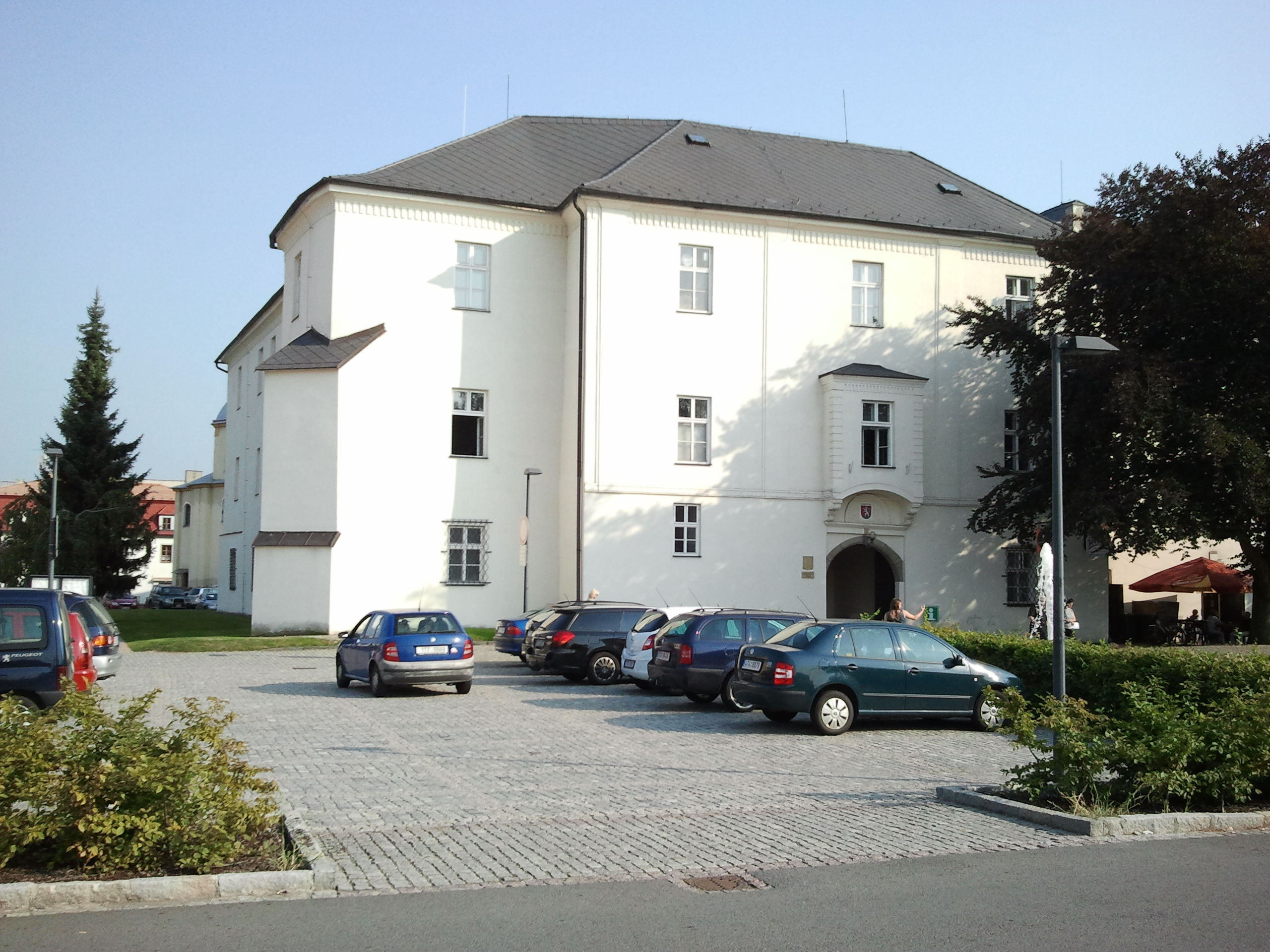
Stadtschloss
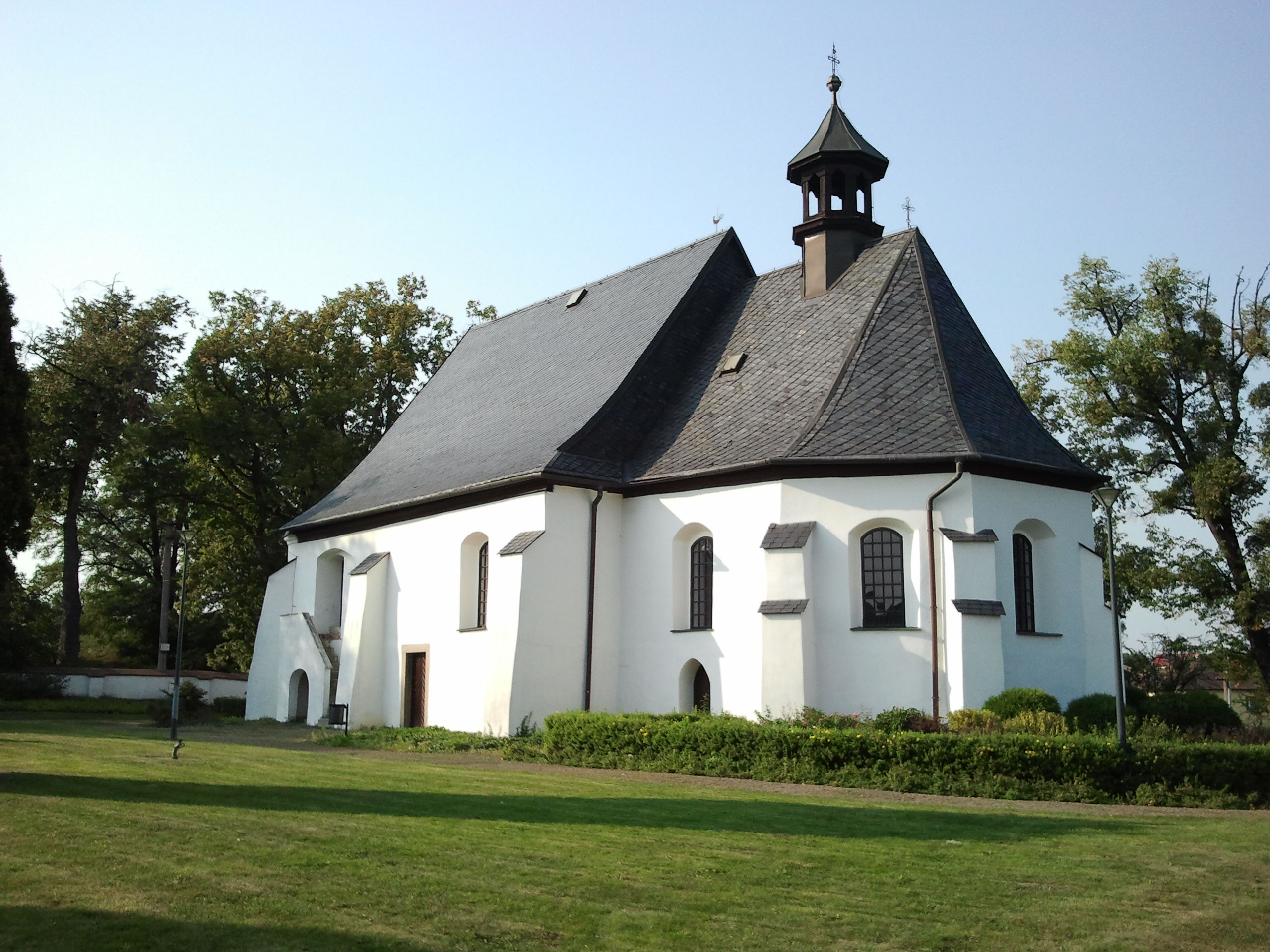
Kapelle
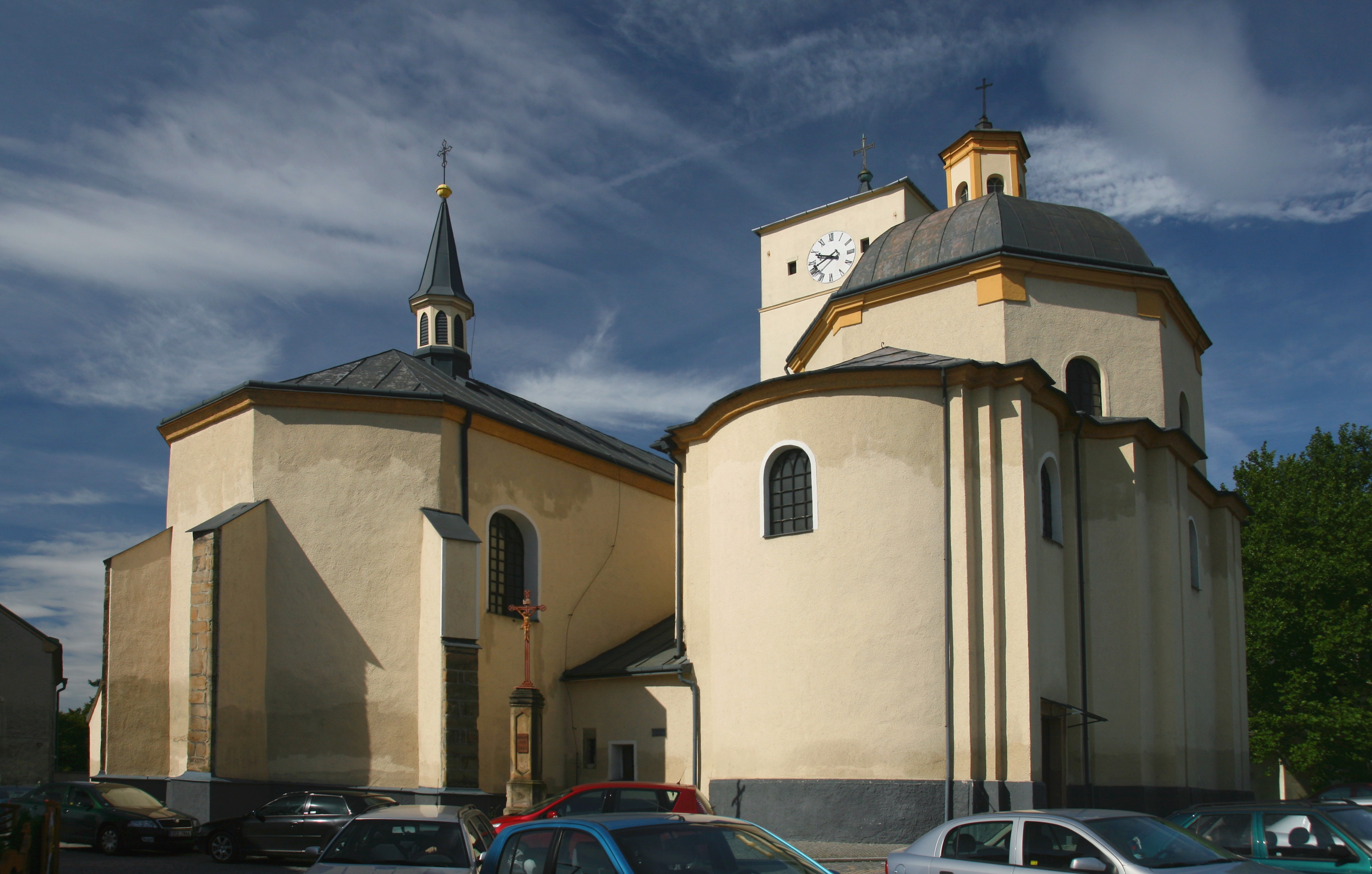
Katherinenkirche
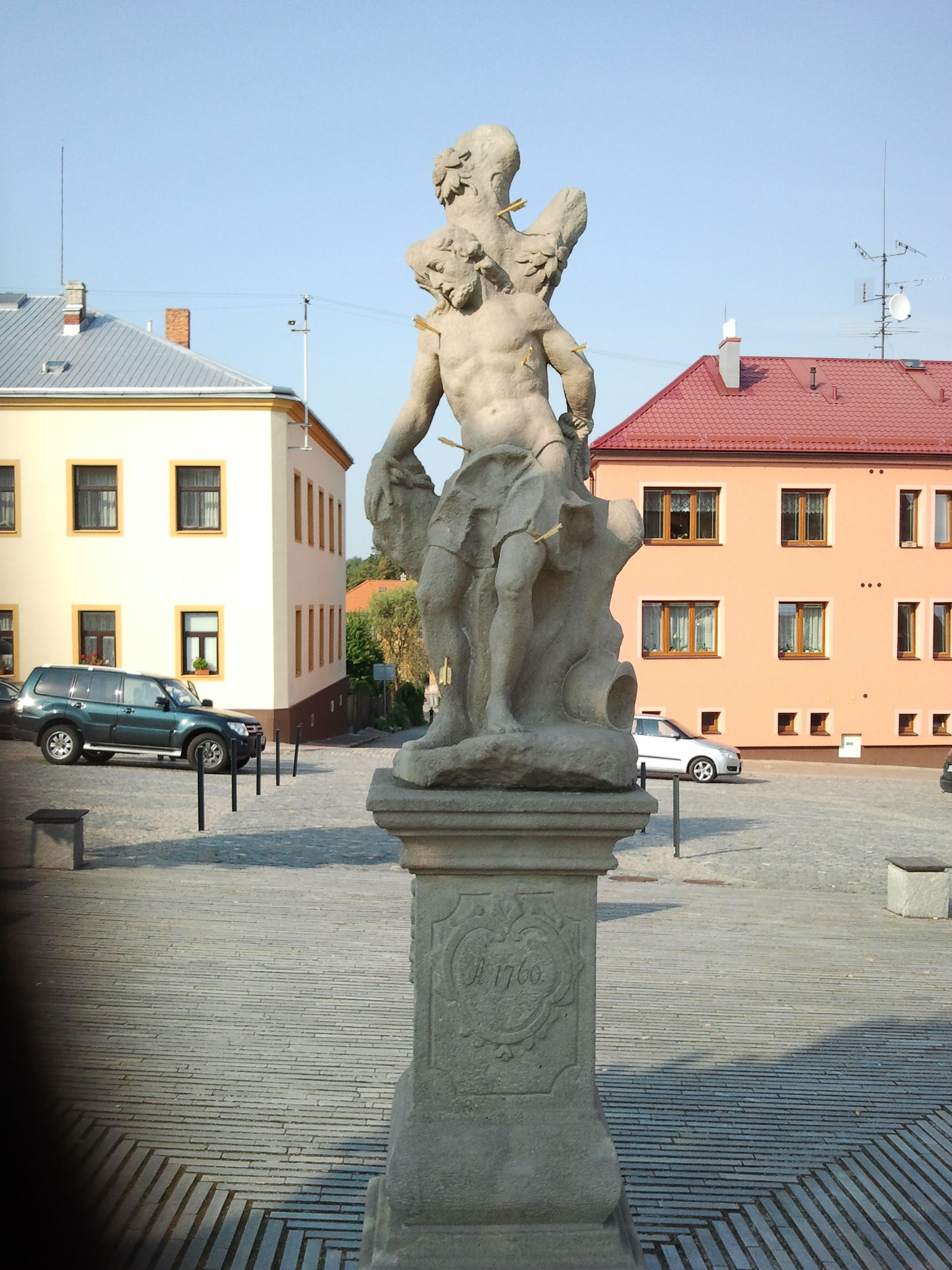
Sebastiansäule
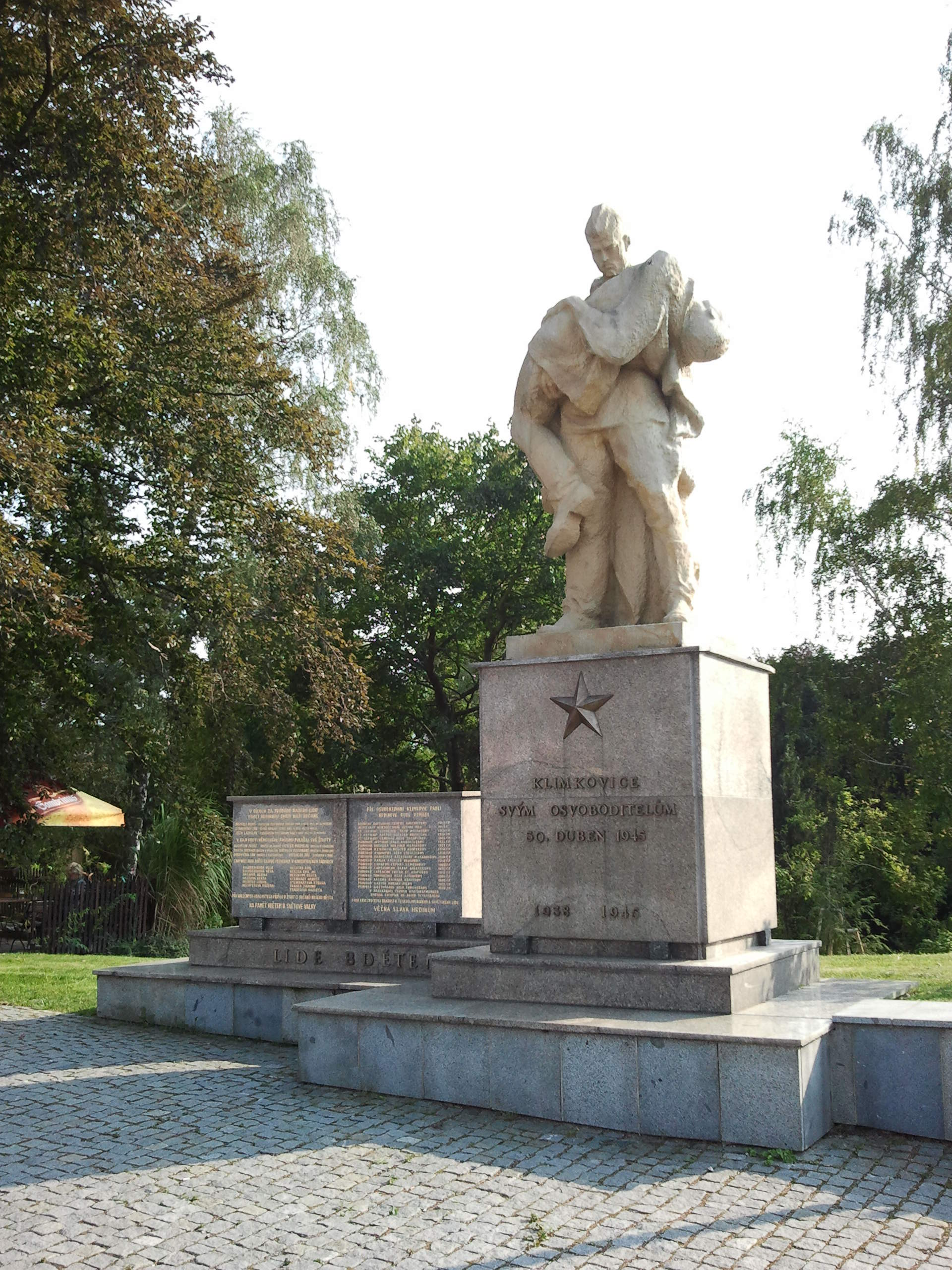
Denkmal

## Sehenswürdigkeiten
- Schloss Klimkovice, 1578 als Renaissancebau anstelle der alten Feste erbaut und 1854 durch einen Brand beschädigt. Es dient heute als Stadtverwaltung
- Pfarrkirche St. Katharina, errichtet zum Beginn des 17. Jahrhunderts

## Persönlichkeiten
- Heinrich Wilhelm von Wilczek (1665–1739), kaiserlicher General, Politiker und Diplomat
- August Kunzek von Lichton (1795–1865), österreichischer Physiker, Mathematiker und Hochschullehrer
- Ivo Saliger (1894–1987), österreichischer Maler und Radierer
- Tereza Švábíková (* 2000), Badmintonspielerin